# Scottish Country Dance

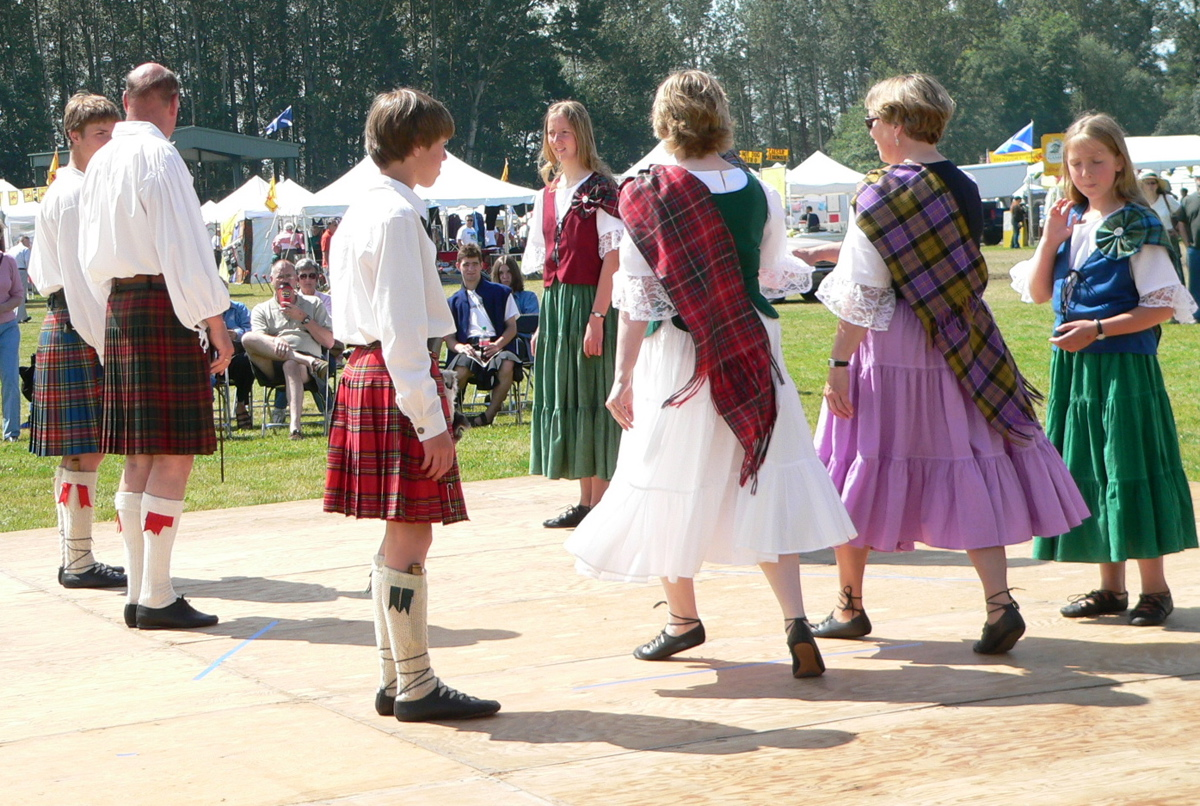
Scottish Country Dancing bei Highland Games in Mount Vernon, Washington, 2005

Scottish Country Dancing (kurz „SCD“) ist ein schottischer Gesellschaftstanz, der von Gruppen von meist sechs bis acht Personen zu schwungvoller schottischer Musik (hauptsächlich Reels, Jigs und Strathspeys) getanzt wird.

## Allgemeines
Zurückgehend auf Kontratänze wird Scottish Country Dance in Sets von zwei bis acht Paaren getanzt, üblich sind Tänze mit drei oder vier Paaren. Die übliche Aufstellung ist die Gasse, das so genannte Longwise Set. Daneben gibt es auch Aufstellungen im Quadrat (Square Set) wie in der Quadrille oder im Squaredance oder dreieckige Sets (Triangular Set). Größere Formationen sind beispielsweise Kreistänze wie auch „Round-the-room“-Tänze, bei denen viele Zwei- oder Drei-Paar-Sets einen großen Kreis bilden.
Die Tänze selbst bestehen aus aneinandergereihten Figuren, die auf die Phrasen der verwendeten Musik abgestimmt sind. Die Figuren sind in der Regel 2, 4 oder 8 Takte lang. Eine solche Sequenz ist üblicherweise 32 Takte lang, aber auch andere Längen wie 24, 40, 48 oder 64 Takte kommen vor. Diese Sequenz wird von jedem Paar einmal oder mehrmals getanzt. In der Sequenz findet in der Regel eine so genannte Progression statt, so dass sich ein Paar im Laufe des Tanzes vom Anfang an das Ende des Sets bewegt. Nach ein oder zwei Durchgängen beginnt das zweite Paar an der Position des ursprünglichen ersten Paares, so dass nach drei bis acht Durchgängen jedes Paar die Figurenfolge von jeder Position getanzt hat. Aus der Zahl der Durchgänge und der Länge der Figurenfolge ergibt sich die Länge des Tanzes; häufig ist eine Länge von 8×32 Takten, das sind etwa vier bis fünf Minuten für einen Reel oder Jig oder acht Minuten für einen Strathspey. Außer progressiven Tänzen gibt es set dances ohne Progression, bei denen nur ein Durchgang getanzt wird; in diesem Fall ist die Figurenabfolge deutlich länger, meist 96 bis 128 Takte. Diese bilden jedoch einen relativ geringen Teil des Repertoires.
In neueren Tänzen werden auch ungewöhnlichere Progressionen und Figurfolgen verwendet, zum Beispiel eine Progression, bei der jeder Durchgang mit einem neuen Partner getanzt wird („Caddam Wood“ von John Mitchell), Tänze mit Palindrom- oder mit Kanon- bzw. Fugenstruktur („Rob Roy“ von Hugh Foss).
Anders als beim Square Dance gibt es keinen Caller, so dass die Tänzer sich die Figurenabfolge merken müssen. Andererseits gibt es heute über 10.000 Einzeltänze, so dass kein Tänzer alle Tänze auswendig kann. Es ist auch nicht erforderlich, Tänze auswendig zu können, da bei Bällen normalerweise unmittelbar vor jedem Tanz ein „Recap“, eine kurze Erinnerung an die Figurenabfolge, vorgetragen wird, während im Unterricht ausführliche Erklärungen und Übungen dem tatsächlichen Tanz vorausgehen. SCD-Unterricht zielt darauf ab, dass Teilnehmer die grundlegenden Figuren beherrschen und jeweils verbinden können, nicht auf das Einstudieren bestimmter Tänze.
Scottish Country Dance darf nicht mit dem Highland Dancing verwechselt werden, das heute eher ein Wettkampfsport ist und im Wesentlichen aus Solotänzen besteht. Beide Tanzformen gehen aber auf gemeinsame Wurzeln zurück und einige Schritte des Highland Dancing werden auch im Scottish Country Dance verwendet.

## Technik

### Schritte
Im Gegensatz zu Ceilidh-Tänzen oder anderen Kontratänzen wie dem English Country Dance, die oft mit normalen Gehschritten getanzt werden, werden im Scottish Country Dance spezielle Schritte verwendet, die korrekt ausgeführt sehr eindrucksvoll aussehen, aber auch Übung und eine gewisse körperliche Fitness erfordern. Dabei werden meist weiche Lederschuhe, Ghillies getragen.
Die Schritte werden unterteilt in Travelling Steps zur Fortbewegung und Setting Steps, die (meistens) auf der Stelle ausgeführt werden.
|                  | Reel und Jig                                     | Strathspey                                                            |
| ---------------- | ------------------------------------------------ | --------------------------------------------------------------------- |
| Travelling Steps | - Skip change of step - Slip step - Running Step | - Strathspey travelling step                                          |
| Setting Steps    | - Pas de basque                                  | - Strathspey setting step (common Schottische) - Highland Schottische |

Mit fünf dieser Schritte kann man die Mehrzahl aller Tänze tanzen. Der Running step, ein einfacher Laufschritt, kommt nur in wenigen einfachen Tänzen vor. Einige Tänze enthalten den Highland Schottische Setting Step, und ganz selten kommen andere Schritte vor (rocking step, high cuts u. a.), die aus dem Highland Dancing stammen. Tänze mit solchen besonderen Setting Steps sind z. B. „Glasgow Highlanders“, „Schiehallion“, oder der „Garry Strathspey“.

### Teamwork
Wichtiger als die korrekte Schritttechnik ist die räumliche und zeitliche Zusammenarbeit der Tänzer. Die Royal Scottish Country Dance Society, RSCDS, nennt hier eine Reihe von wesentlichen Punkten, die für das Scottish Country Dancing charakteristisch sind:
Anticipation (Vorausschauen): Um einen kontinuierlichen Fluss des Tanzes zu gewährleisten, muss jeder Tänzer, egal ob tanzend oder auf seinen Einsatz wartend, die kommende Figur bereits im Kopf haben.
Management of the Set: Die Größe der Aufstellung (des Sets) ist abhängig von den Figuren. Manche Tänze erfordern breitere oder längere Sets als andere. Die Tänzer müssen die Form des Sets während des Tanzes möglichst bewahren, sich dabei aber gemeinsam dem Raumbedarf bestimmter Figuren anpassen und gleichzeitig auf manchmal vorhandene benachbarte Sets Rücksicht nehmen.
Covering (Deckung): Wenn mehrere Paare oder Tänzer die gleichen (oder spiegelbildliche) Figuren tanzen, dann sollten diese Figuren deckungsgleich sein. Jeder Tänzer soll die anderen beobachten und entsprechend langsamer oder schneller, enger oder weiter tanzen, um so ein möglichst einheitliches Bild zu erreichen.
Phrasing (Phrasierung): Zu jeder Figur gehört eine genau definierte Phrase der Musik. Jede Figur sollte mit dem ersten Taktschlag der musikalischen Phrase beginnen und genau mit dem letzten beendet sein. Auch die Schritte müssen mit der Musik übereinstimmen; das bedeutet, dass man die Figuren im Voraus planen muss und von Anfang an je nach Wegstrecke größere oder kleinere Schritte wählt. Bei guter Phrasierung gehen die Figuren fließend ineinander über, ohne dass Pausen entstehen.
Welcher Wert auf diese technischen Elemente gelegt wird, ist von Gruppe zu Gruppe unterschiedlich. SCD ist eine Freizeitbeschäftigung, die in erster Linie Spaß machen soll. In manchen SCD-Gruppen gibt es Demonstration Teams, die für öffentliche Auftritte eine perfekte Technik anstreben.

### Figuren
Die Figuren (Formations) im Scottish Country Dance reichen vom einfachen Platztausch bis zu sehr komplexen Figuren, bei denen alle Paare eines Sets gleichzeitig in Bewegung sind. Die RSCDS unterscheidet folgende Gruppen von Figuren, die meist wiederum mehrere standardisierte Figuren umfassen:
- Advance and Retire
- Allemande
- Back to Back
- Balance in Line
- Casting
- Chain formations
- Corner formations
- Cross over
- Crown triangles
- Double triangles
- En rond
- Figure of eight
- Hands across
- Hands Round
- The Knot
- Lead Down the Middle and Up
- Petronella turn
- Poussette
- Promenade
- Reels of Four
- Reels of Three
- Rights and Lefts
- The Rondel
- Set and link
- Setting in line
- Set and rotate
- The Spiral
- The Spoke
- The Spurtle
- Stepping up/down
- The Swirl
- The Targe
- The Tourbillon
- The Tournée

## Musik
Die einzelnen Tänze werden nach der verwendeten Musik als Reels, Jigs und Strathspeys bezeichnet. Die ersten beiden Typen (quick-time dances) sind schnell und lebhaft, der dritte ist langsamer und elegant. Daneben gibt es einige wenige Hornpipes, Polkas, 9/8-Jigs, Menuette oder Walzer (z. B. „Waltz Country Dance“ und „Tweedside“), die aber nur einen verschwindenden Teil des Tanzrepertoires ausmachen.
Reels sind schnelle Tänze in einem geraden Takt. Die dazu gespielten Melodien sind nicht nur Reels im eigentlichen Sinn, sondern auch Rants, Scots Measures, Hornpipes, Märsche, Lieder oder Polkas. Das Gemeinsame ist ein einfacher Takt mit zwei Zählzeiten: 2/2 oder 2/4. Oft werden Reels auch im 4/4-Takt notiert, aber die üblichen Takt- und Tempoangaben der Tänze beziehen sich auf halbe Noten im 2/2-Takt. Eine Zählzeit umfasst dann vier Achtelnoten.
Jigs sind ebenso schnell wie die Reels, stehen aber in einem zusammengesetzten Takt (6/8). Auch Jigs haben zwei Zählzeiten pro Takt, hier umfasst jede Zählzeit drei Achtelnoten. Neben Jigs im engeren Sinn werden auch andere Stücke im 6/8-Takt gespielt: Märsche (besonders schottische Pipe marches), Lieder und seit dem 20. Jahrhundert auch Two-Steps.
Die Unterscheidung zwischen Jig- und Reel-Musik fällt selbst manchen Tänzern nicht leicht. Der typische Rhythmus eines Reels entspricht dem der Wörter „animated alligator“, der des Jigs den Wörtern „jiggety jig“.
Strathspeys waren musikalisch ursprünglich eine Variante des Reels und wurden deutlich schneller gespielt als heute. Sie entstanden wahrscheinlich Mitte des 18. Jahrhunderts, sind also etwas jünger als das Country Dancing, das bereits zu Anfang des Jahrhunderts nach Schottland kam. Heute werden Strathspeys im Scottish Country Dance nicht nur zu eigentlichen Strathspeys mit ihrem charakteristischen Rhythmus getanzt, sondern auch zu Slow Airs und Liedern im 4/4-Takt. Das Gemeinsame ist ein einfacher Takt mit vier Zählzeiten. Auch hier findet man abweichende Notationen (2/4- oder 2/2-Takt), was beim Auszählen von Schritten und bei Tempoangaben verwirrend sein kann.
Das Tempo der Musik liegt etwa bei 112 bpm (56 TPM) für Jigs und Reels, und 120 bpm (30 TPM) für Strathspeys. Abhängig von den Erfordernissen der einzelnen Tänze, der Tänzer und auch der Musikstücke kann das Tempo aber recht stark variieren.

## Geschichte
Country Dancing (Kontratanz) war im England des 17. Jahrhunderts die vorherrschende Form des Gesellschaftstanzes. Von dort gelangten die Tänze im 18. Jahrhundert nach Schottland, und zwar zunächst in die größeren Städte wie Edinburgh, von wo aus sie sich allmählich über das Land ausbreiteten. Die englischen Country Dances kamen dabei auch in Kontakt mit älteren schottischen Tänzen wie dem Reel, so dass sich nach und nach eine eigene schottische Form des Country Dancing herausbildete. Im 18. Jahrhundert war es üblich, Tänze nach den zugehörigen Musikstücken zu benennen, und so galten (in England und später Schottland) zunächst diejenigen Tänze als „schottisch“, die auf schottische (oder sich schottisch anhörende, oder mit einem schottischen Titel versehene) Musikstücke choreografiert wurden. Erst in der zweiten Hälfte des 18. Jahrhunderts wurden in Schottland vom schottischen Reel inspirierte Figuren in die Country Dances übernommen.
Der geschichtliche Ausgangspunkt für die Verbreitung des Country Dance in Schottland dürfte die Union of Parliaments 1707 gewesen sein, die gesetzliche Vereinigung Englands und Schottlands zum Königreich Großbritannien. Auch wenn diese Vereinigung in Schottland wenig begrüßt wurde, brachte sie letztlich eine deutliche wirtschaftliche Entspannung. Gleichzeitig gab es durch den Umzug der schottischen Abgeordneten von Edinburgh nach London einen wesentlich größeren kulturellen Austausch zwischen England und Schottland.
Zunächst wurde in privaten und öffentlichen Dance Assemblies getanzt. Damit waren sowohl die Tanzsäle gemeint als auch die darin meist wöchentlich abgehaltenen Tanzveranstaltungen. Das erste Assembly in Schottland war wahrscheinlich das 1710 gegründete West Bow Assembly 1723 wurde ein öffentliches Assembly gegründet. Eine Anzeige im Caledonian Mercury vom 4. November 1723 kündigte an: „The Edinburgh Assembly is to begin Thursday next, the 7th inst., in the great hall in Patrick Steil’s Close and tickets are given at Mr. Robertson’s, Bookseller, opposite to the Cross.“ Auch die „öffentlichen“ Assemblies waren, ähnlich wie die englischen Clubs, nur für die Oberschicht („ladies und gentlemen“) zugänglich. Die Einkünfte aus den Eintrittsgeldern wurden in der Regel für wohltätige Zwecke verwendet.
Die Tanzveranstaltungen begannen mit einem Menuett und endeten mit Country Dances. Bis 1786 verschwanden die Menuette, und es wurden nur noch Country Dances getanzt.
Diese formalen Assemblies breiteten sich, von Edinburgh ausgehend, auch in andere Städte aus. Bis 1770 gab es Assemblies in Glasgow und Aberdeen, dann in Leith (1777), Haddington (1788) und Dundee. Das Country Dancing vermischte sich auch mit den älteren Volkstänzen der Highlands. Die Ausbreitung dauerte lange: Auf den Hebriden war der Country Dance bis zum späten 19. Jahrhundert unbekannt. In dieser Zeit, als der Country Dance in den größeren Städten bereits von Walzer und Quadrille verdrängt war, wurden in den Highlands noch immer die alten Reels, Strathspeys und der Reel of Tulloch getanzt, außerdem Country Dances wie „Flowers of Edinburgh“, „Triumph“ oder „Petronella“, Polka und Highland Schottische. Die Verbreitung der Tänze im ländlichen Raum erfolgte durch umherziehende Tanzlehrer (itinerant dancing masters, wie z. B. James Scott Skinner), die jeweils einige Wochen an einem Ort blieben und in einer Scheune oder einer Versammlungshalle Gesellschafts- und auch Solotänze (Highland Dancing) unterrichteten.

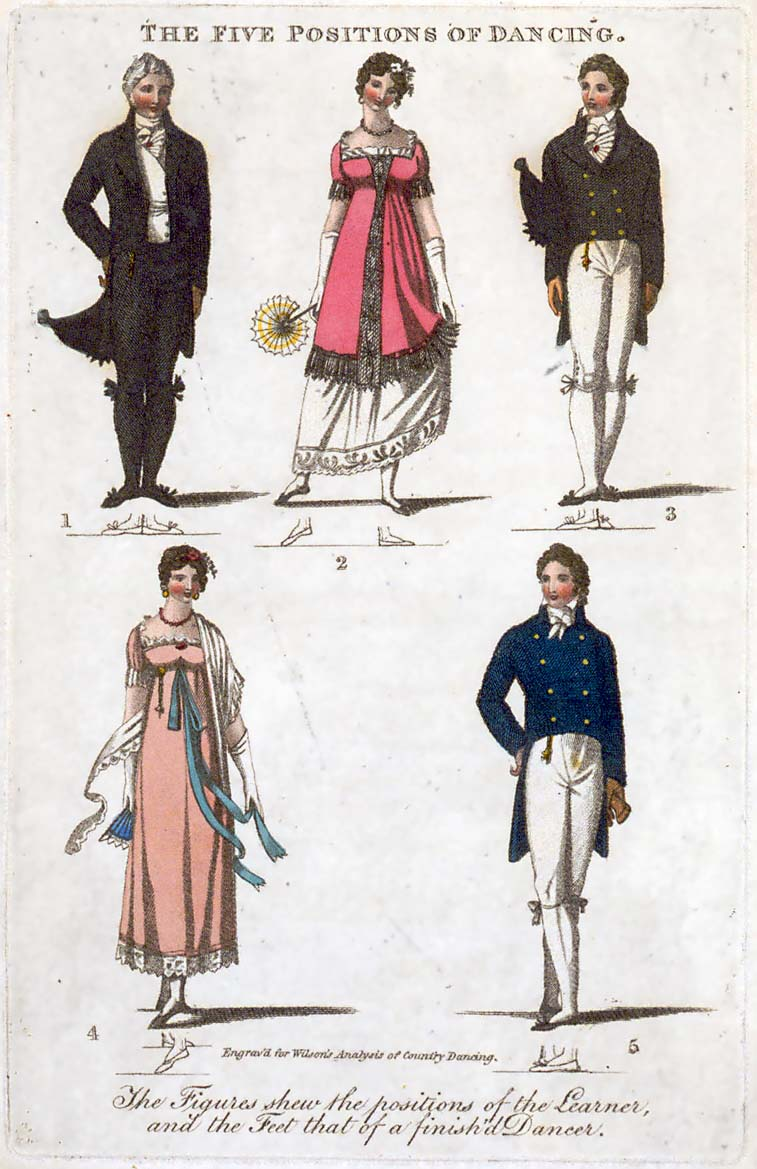
"The Five Positions of Dancing" from Thomas Wilson’s Analysis of Country Dancing (1811)

Die Dancing Masters des 18. und 19. Jahrhunderts waren es auch, die die Elemente des Balletts einführten (etwa die Bezeichnung der fünf Fußpositionen), die im älteren English Country Dance völlig fehlen, aber für den Scottish Country Dance bis heute so typisch sind. Einige dieser Tanzlehrer und Berufstänzer waren Franzosen, und viele andere hatten in Frankreich eine klassische Tanzausbildung erhalten. Für diesen Austausch spielt sicher auch das alte Bündnis zwischen Schottland und Frankreich, die Auld Alliance, eine Rolle.
Tanzbeschreibungen sind seit dem 18. Jahrhundert überliefert. William Walsh veröffentlichte 1731 eine Sammlung von Caledonian Country Dances, deren schottische Natur aber in berechtigtem Zweifel steht.
Eine erste Quelle von eindeutig schottischen Country Dances ist das Menzies Manuscript von 1749. Es enthält die Namen und Beschreibungen von achtzehn Tänzen. Einige der Namen (O’er the Watter to Charly oder You’r Wellcome Charly Stuart) nehmen Bezug auf Charles Edward Stuart und den Jakobitenaufstand 1745/46 – die Tänze müssen damals also ganz neu und aktuell gewesen sein! (Wohlgemerkt handelt es sich bei dem Menzies Manuscript um eine private Sammlung von Notizen; fünf Jahre nach dem Jakobitenaufstand hätte man Tänze mit solchen Namen nicht veröffentlichen können, ohne als Aufrührer zu gelten.)
Einige Tänze aus dem Menzies Manuscript werden heute praktisch unverändert getanzt, auch das Vokabular der Tanzbeschreibungen ist für heutige Tänzer (einigermaßen) verständlich. Ein Beispiel ist General Stuart’s Reel or the New Way of Gil Don:

“1st man sets to the 2d woman & casts off, then the 1st woman does the same, then the 1st man turns the 3d woman by the right hand & goes half round his partner, who was turning the 2d man by the right hand then the 1st man turns the 2d woman by the left hand, while the 1st woman turns the 3d man by the left hand; then the 1st pair setts cross, & then to each other, & reels att the side.”

Allerdings gab es im 18. Jahrhundert noch keine standardisierte Terminologie für die Beschreibung von Country Dances, was die Rekonstruktion von Choreografien anhand alter Manuskripte erschwert, da beispielsweise dieselbe Figur in unterschiedlichen Quellen unterschiedlich heißt oder derselbe Name in verschiedenen Epochen für unterschiedliche Figuren stehen kann. Ebenso wenig geben die Manuskripte in der Regel Aufschluss über die zu verwendenden Schritte.
In der zweiten Hälfte des 18. Jahrhunderts wurden in England zahlreiche Sammlungen von „Reels or Country Dances“ veröffentlicht (1761 von Neil Stewart, 1768 von Robert Bremner, 1780 von Robert Ross u. a.). Die erste erhaltene in Schottland veröffentlichte Tanzsammlung, A collection of strathspey reels and country dances by John Bowie at Perth, erschien 1789. Country Dances hatten es in Schottland zunächst schwer, sich gegen den traditionellen Reel durchzusetzen; noch 1775 schrieb der englische Major Edward Topham:

„Die Ausdauer, die die schottischen Damen in diesen Reels an den Tag legen, ist nicht weniger überraschend als ihre Vorliebe dafür gegenüber allen anderen [Tänzen]. Sie sitzen völlig unbewegt zu den lebhaftesten Klängen eines englischen Country Dance, aber sobald eines dieser Stücke gespielt wird […] springen sie auf, neu belebt, und man könnte denken, sie seien von einer Tarantel gebissen worden.“

Als Country Dancing in Schottland Anfang des 19. Jahrhunderts zum festen Bestandteil des geselligen Lebens wurde, kam es in England unter dem Einfluss französischer Tänze wie
Quadrille und Cotillion und später dem Walzer schon fast wieder aus der Mode. Diese Entwicklung wurde in Schottland erst später vollzogen, und eine Handvoll Country Dances wurde bis ins 20. Jahrhundert praktiziert.
1923 verschrieb sich die neu gegründete Scottish Country Dance Society (seit 1951 Royal Scottish Country Dance Society, RSCDS) der Wiederbelebung von „Country Dances as danced in Scotland“. Ohne große Rücksicht auf die zeitgenössische Tanzpraxis wurde die Tanzform radikal standardisiert und versucht, Technik und Etikette an ein romantisierendes Idealbild heranzuführen. Ziel war dabei nicht die historisch korrekte Rekonstruktion der Tänze des 18. und 19. Jahrhunderts, sondern eine Reinterpretation derselben für das 20. Jahrhundert. Als Dachverband fördert die RSCDS seither die Verbreitung und Entwicklung von Scottish Country Dance durch Lehrgänge für Tänzer und Tanzlehrer und die Veröffentlichung von Tanzbüchern und anderen Medien, etwa Tonträgern mit Tanzmusik.
Das aktuelle Repertoire an Scottish Country Dances besteht sowohl aus alten überlieferten Tänzen aus dem 17. und 18. Jahrhundert (z. B. aus den Büchern von Playford, Bremner, Walsh, Wilson und anderen) als auch aus Neuschöpfungen aus der heutigen Zeit, so etwa von John Drewry, Hugh Foss, Roy Goldring und zahlreichen anderen Erfindern. Ständig werden neue Tänze veröffentlicht. Während der ersten Blütezeit des Scottish Country Dance im 18. Jahrhundert wurden zwar viele neue Tänze entwickelt, gerieten aber mit dem Aufkommen von Walzer und Quadrille wieder in Vergessenheit. Ein Ziel bei der Gründung der RSCDS war die Sammlung und Veröffentlichung dieser alten Tänze. Von den heute ca. 13.000 katalogisierten Tänzen sind kaum 10 % „traditionelle“ Tänze.